# 奥尔拉
《奥尔拉》（法語：Le Horla）是法国作家居伊·德·莫泊桑写于1887年的一部幻想性短篇小说 。这是莫泊桑最早的幻想作品之一。《奥尔拉》第二版是以一种未完成的日记的形式来表述，日记内容让人担心作者已经陷入精神错乱中。《奥尔拉》这部作品初步显示了作者的精神错乱的症状，之后莫泊桑于1892年1月2日企图自杀，五天后被送到精神病院，并最终逝世于1893年7月6日。

## 故事简介
此书运用个人日记的格式，主人公以第一人称的形式进行叙述。书中以日记形式描写了主人公的焦虑和恐慌：他感觉到有一个看不见的生物体存在于他的周围，并命名其为« 奥尔拉 »。 他开始还是清醒的，然后在试图摆脱奥尔拉无形的控制过程中，逐渐变得疯癫。文章结尾， 面对长期以来奥尔拉的控制，主人公隐约觉得死亡也许是最好的解脱方法。对于文中主人公的精神问题要看读者的理解，部分读者怀疑是主人公的幻想，也有可能他讲述的是事实：他与一个超自然的生物共同生活，并忍受着其带来的和恐慌。奥尔拉，这个超人类的生物，每天晚上折磨他并允吸他的生命、摧残他的精神。精神的发狂导致了他众多荒谬的行为，并且一个比一个疯狂。最终他甚至亲手将房子点燃并活生生烧死了他的仆人。与此同时，莫泊桑本人也忍受着精神的折磨：他曾感觉在自身之外看着自己，或是在照镜子的时候看到里面的人与自己不一样。奥尔拉这部作品是参考一系列描写双重感觉继而转向另一种可怕生物或是超自然生物的故事的结晶。

## 事件分析

### 奥尔拉的自然属性
奥尔拉是一个肉眼看不见的生物，这一点赋予了它优越性。也正是如此，它便可以保持对主人公的精神支配。然而，它又并非完全是非物质的，因为它会喝水，还可以在镜子前面遮住主人公。所以说，它也必然有物质的存在。我们可以把它定位拥有人类的形态或者是一种怪物.

### 奥尔拉名字的来源
关于奥尔拉这篇小说的名字，毫无疑问是反应了作者莫泊桑异性的问题.

### 主要人物情节
通过多次经验，主人公做出以下结论：一个被主人公命名为奥尔拉的隐形生物控制着他的精神。镜子中不能再映射出自己。唯一的解决方法也许是用火烧毁一切。因此，主人公点燃了自己的房子，自以为隐形生物被消灭，却活活烧死了家里的仆人。在德国作家 霍夫曼之后，莫泊桑运用自己对于现代科学和医学的思考，尤其是让·马丁·沙可对于催眠和精神疾病的研究，再一次提出了科幻文学中双面性的这个主题。

### 奥尔拉对主人公的控制
在故事开头，我们在考虑是否能够控制奥尔拉。主人公甚至不知道它是否真的存在。奥尔拉控制着主人公，随着后者逐渐发现此生物的自然属性及它所能做的事情。他尽全力躲开奥尔拉并与想与它隔离。在整个故事中主人公都是受着奥尔拉的控制，在小说结尾，他似乎找到了赶走奥尔拉的方法，也就是杀死它，或者至少把这个隐形生物从家里赶出去。然而，这只是他孤寂心里的一个幻想。

### 科幻小说的先驱
莫泊桑的奥尔拉是法国文学中第一批真实的科幻小说作品之一。如果我们暂时把在整篇文章中所表现的主人公精神错乱的假设放在一边，那么奥尔拉则颠覆了人类学上一直以来的一个思想：就是人类被推翻了，他已经不再是生物进化系统中最高级的物种了。仔细分析来看，这部短片小说可以说是赫伯特·乔治·威尔斯在世界大战 中思想的预言，在世界大战 中，人类是他们自己创造的在智力与能力方面都高出于他们的高级产物的受害者。就像莫泊桑在他的短篇小说里所写的一样：人类的统治已经结束了.

### 莫泊桑此部作品的稿文
这部短篇小说曾有三个版本 :
- 一个疯子的信 （1885），它是以一封病人写给他医生的信的形式阐述的；
- 奥尔拉（1886）是以一篇紧接着对话的文章的形式来描述，由主人公在写给医生的信件里面描述；
- 奥尔拉（1887）是一篇私人日记的形式。

### 接续者
这部短篇小说的思想之后影响了霍华德·菲利普·洛夫克拉夫特1926年的小说 克蘇魯的呼喚。

## 法语版有声书
- 居伊·德·莫泊桑（作者），弗朗索瓦·博朗（朗诵者）及菲利普·勒汝赫（朗诵者），奥尔拉：爱情，巴黎，Livraphone，1994（ISBN 978-2-87809-064-2）(手册 BNF 号码 FRBNF38266361j )。支持：1份磁带；时长：无信息； 出版编号：LIV214。有声书含两篇莫泊桑的短片小说，且分别由两个不同的朗读者朗诵。
- 居伊·德·莫泊桑（作者）与米歇尔·隆达尔（朗诵者），奥尔拉，Audiolib, coll. 《代表作听力版》， 2009年6月10日（ISBN 978-235641-085-6）(手册BNF号码FRBNF414924509)。支持：一张压缩MP3格式的听力光盘；时长：约1小时3分；完整版；出版编号：Audiolib25 0121 1.
- 居伊·德·莫泊桑（作者）与埃尔维·拉卡（朗诵者），奥尔拉，巴黎，知识出版公司，2011（ISBN 366-1-58521-470-0）(手册BNF号码FRBNF424896823)。    支持：一张压缩光碟；时长：约59分钟；出版编号：CDS040. 最早是以可下载的MP3的格式出现于2009年11月。

## 改编剧
- 1915年: Zlatcha Notch (可怕的夜晚), 俄国, Evgueni Bauer
- 1915年 : Para Gnedych (一个疯子的日记), 俄国, Yakov Protazanov
- 1917年 : 瑜伽信徒, 德国, Paul Wegener
- 1961年 : 奥尔拉 魁北克的一部电视连续剧，居伊·奥夫曼
- 1962年 :  (法官的日记), 美国, Reginald Le Borg (96分钟)
- 1966年 : 奥尔拉, 法国, Jean-Daniel Pollet (38 分钟)
- 1987年 : 奥尔拉, 法国, Pierre Carpentier (16 分钟)
- 1989年 : 奥尔拉, 法国, Daniel Coche (49 分钟)
- 2009年 : 奥尔拉, 法国, Boris Labourguigne 和Bastien Raynaud (20 分钟)